# Bosque andino patagónico

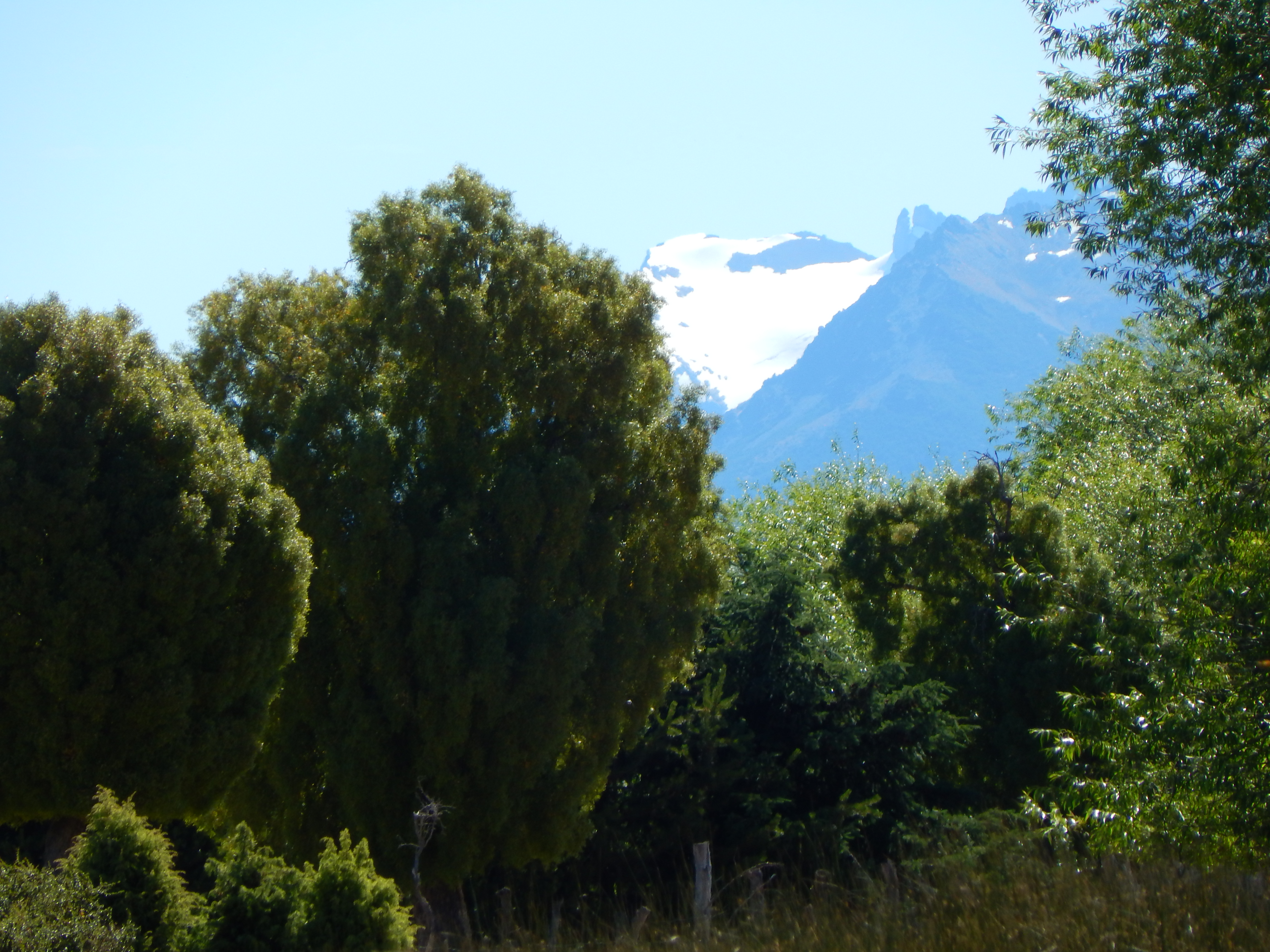
Maitenes en el bosque andino patagónico.

El bosque andino patagónico, llamado también selva fría valdiviense y "esculpurus valdiense", es una comunidad vegetal correspondiente a las regiones montañosas del sur de Chile y sudoeste de la Argentina, en donde predominan los bosques de montaña. Se desarrolla a favor de un clima húmedo templado-frío, causado por el ingreso de masas de aire húmedo desde el Océano Pacífico, que pierden gran parte de su humedad en forma de precipitaciones al colisionar con la Cordillera de los Andes.
Tiene mucha mayor extensión en el territorio de Chile, donde se extiende desde los 35° Sur; en la Argentina comienza, intermitentemente, a los 37° Sur, siendo casi continuo a partir de los 39° Sur.
Es parte del reino floral antártico, y es una comunidad perteneciente a la llamada provincia botánica Subantártica, relacionada con las demás comunidades; algunas de las cuales suelen ser englobadas en el mismo tipo de bosque: el bosque esclerófilo, el bosque andino patagónico con pehuén, el bosque caducifolio, la selva valdiviana, el bosque laurifolio, el bosque magallánico y las turberas magallánicas.
En casi todos los bosques están presentes la lenga, el ñire y el notro.
En Argentina esta región es una franja muy estrecha, con un ancho promedio de solo 45 km. Sin embargo, la anchura de la franja boscosa (o selvática fría) andinopatagónica era casi el doble hacia 1900. Las actividades humanas fueron reduciendo su extensión. Inicialmente se incendiaban zonas para ingresar ganado. En la actualidad, los negocios inmobiliarios son los principales responsables de la reducción del bosque.

## Distrito del Pehuén

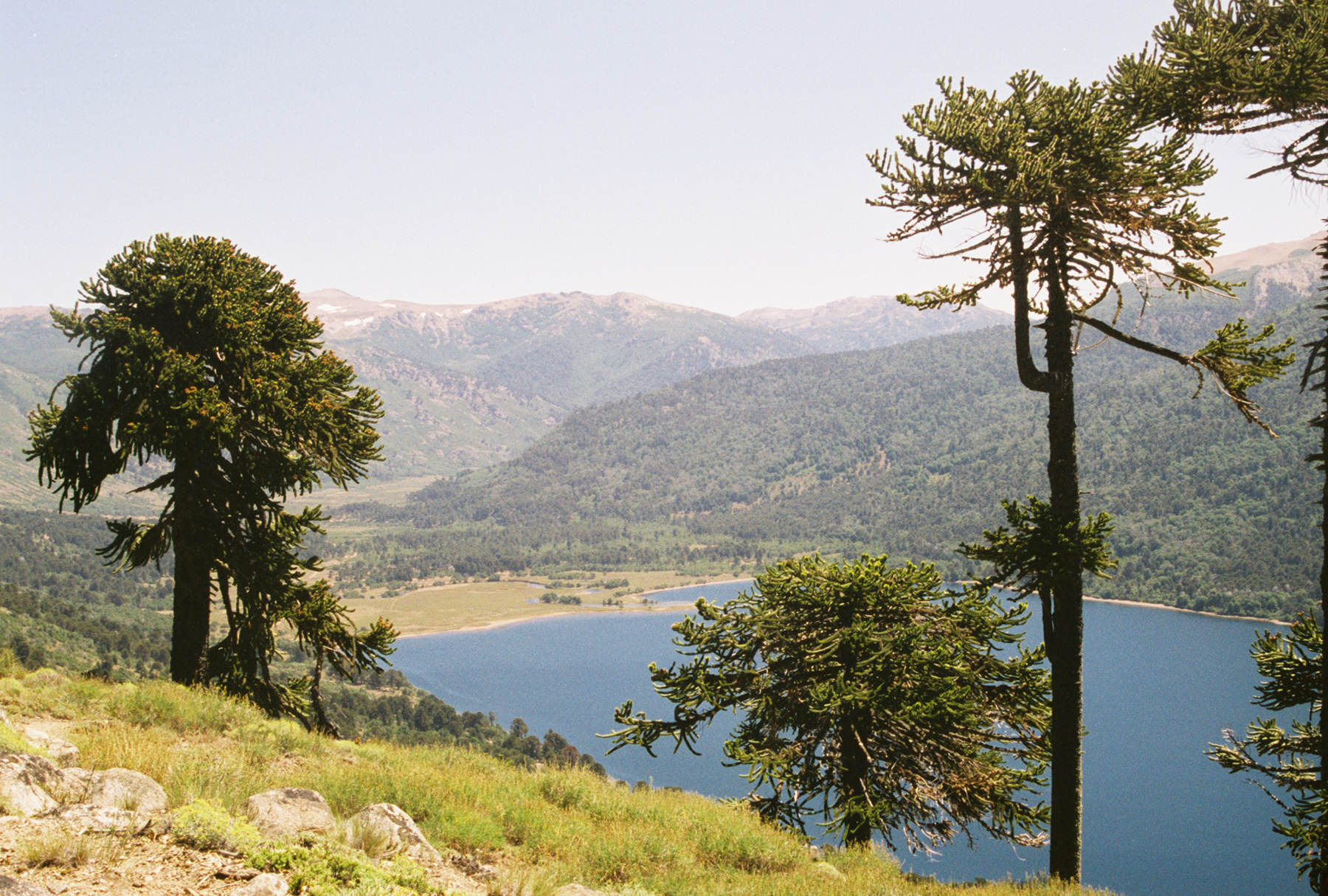
Araucarias en el parque nacional Lanín, Argentina.

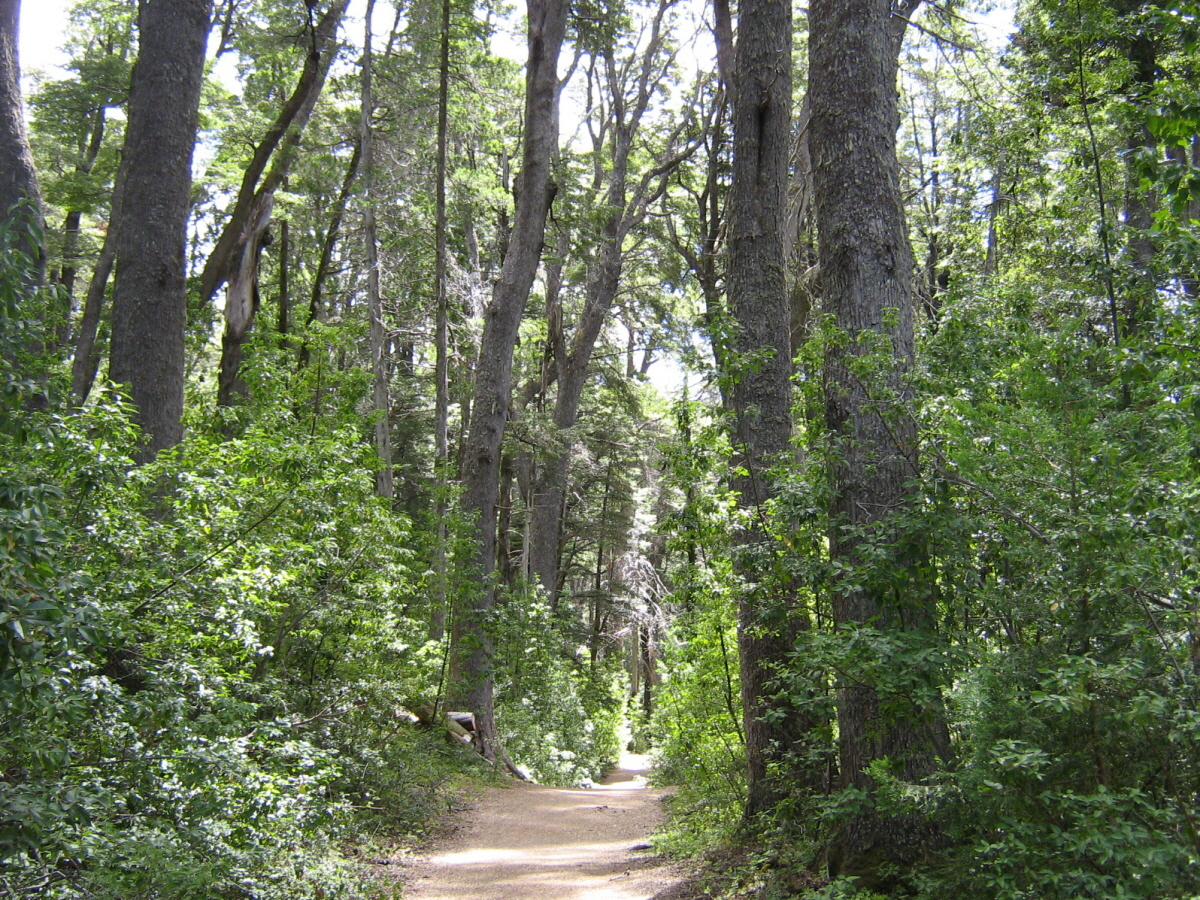
Bosque de coihues, en el parque nacional Los Arrayanes, en la provincia de Neuquén, en Argentina.

Estrictamente hablando, la región de los Andes Patagónicos casi siempre está recubierta de un bosque húmedo, la zona andinopatagónica a la cual más le cabe la adjetivación de boscosa es la llamada Pehuenia, es decir aquella zona en donde es casi exclusiva la especie arbórea llamada pehuén (Araucaria araucana), esto ocurre en la región andina correspondiente al centro-norte de la Provincia del Neuquén —aproximadamente entre los paralelos 36° S y 41° S—, sin embargo el llamado "bosque andino-patagónico" tiene su límite norte en la vertiente oriental de la cordillera de los Andes hacia el paralelo 35° S, esto es en el sudoeste de la provincia de Mendoza en donde aparecen las primeras agrupaciones del ciprés de la cordillera o lipán (Austrocedrus chilensis).
Son bosques ubicados entre los 37° y los 40° de latitud sur, a ambos lados de la Cordillera. También hay ciertas áreas de este tipo de bosques en la Cordillera de Nahuelbuta, cerca de la costa oceánica. Los bosques de fagáceas son de escaso desarrollo, y en el paisaje domina el pehuén o araucaria (Araucaria araucana), una conífera del grupo de las araucariáceas. En todos los casos, se ubica por encima de los 800 msm.
Salvo en la zona de Nahuelbuta, se trata de zonas de precipitaciones inferiores a todo el resto de estos bosques, y la variedad de especies es limitada. Los pehuenes conviven con lengas y ñires, además de cañas coligüe.
El aspecto general es de un paisaje prehistórico, lo cual se ajusta relativamente a la verdad: en la zona, los suelos son de formación reciente y de origen volcánico, con escaso desarrollo de hierbas. Es posible que no haya muchas diferencias con el paisaje en que vivieron los dinosaurios.

## Bosques de transición
En el sur de la provincia del Neuquén y en la provincia de Río Negro (Argentina), los primeros bosques con que los viajantes se encuentran, viniendo de la estepa patagónica son de cipreses (Austrocedrus chilensis), formaciones arbóreas ralas, sin la presencia de ningún sotobosque.
En la provincia del Chubut, el bosque de transición está formado predominantemente de maitenes (Maytenus boaria), aunque esta especie no forma bosques propiamente dichos.
Más hacia el sur, en las provincias de Santa Cruz y Tierra del Fuego, son las mismas notofagáceas, aunque más achaparradas que en los bosques andinos, las que forman el bosque de transición.

## Bosque andino patagónico caducifolio

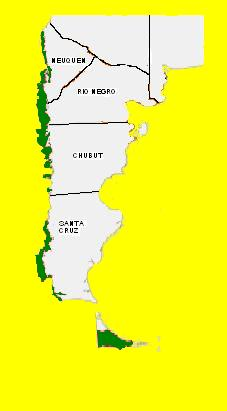
Área que cubren los Bosques andino patagónicos en Argentina.

Es el bosque típicamente de cordillera, el dominante en la región central de estos bosques, tanto del lado argentino como del lado chileno. La mayor parte de los parques nacionales de ambos países en esta región protegen este tipo de comunidad.
Son bosques de gran desarrollo en altura, en los que dominan las notofagáceas, especialmente el coihue (Nothofagus dombeyi), la lenga (N. pumilio), el roble pellín (N. obliqua) y el raulí (N. alpina). Hay también presencia abundante de ñire, que es dominante en ambientes exigentes, como las altas montañas (justo por debajo del límite de la vegetación arbórea), o las áreas más o menos inundables; en ambos ambientes, el ñire toma una forma achaparrada.
Hay abundantes especies que comparten esta región. Entre las coníferas, el ciprés de la Patagonia (A. chilensis) es la especie dominante en las pendientes muy pronunciadas y rocosas. En los claros del bosque aparecen árboles de menor desarrollo que los coihues y lengas, como el radal (Lomatia hirsuta), el maitén y el notro.
Se pueden diferenciar dos sub-ambientes, ambos dominados por los coihues y lengas:
- uno más seco, con sotobosque de escaso desarrollo, predominantemente herbáceo; allí se destacan algunas clases de abrojos y flores, siendo especialmente vistoso el Amancay, que florece en enero.
- una ambiente más húmedo, de transición hacia la selva valdiviana, en que el sotobosque es rico en arbustos y cañas coligüe (Chusquea culeou). Entre los arbustos, los más conocidos son las berberidáceas, como el calafate (Berberis microphylla) y el michay. También existen zarzaparrillas y otras bayas; entre las exóticas, la que más desarrollo ha tenido es la rosa mosqueta.

En las costas de lagos, lagunas y ríos, aparecen dos especies de árboles semipalustres: el arrayán (Luma apiculata) y la pitra o patagua (Myrceugenia exsucca).

## La bosque valdiviano

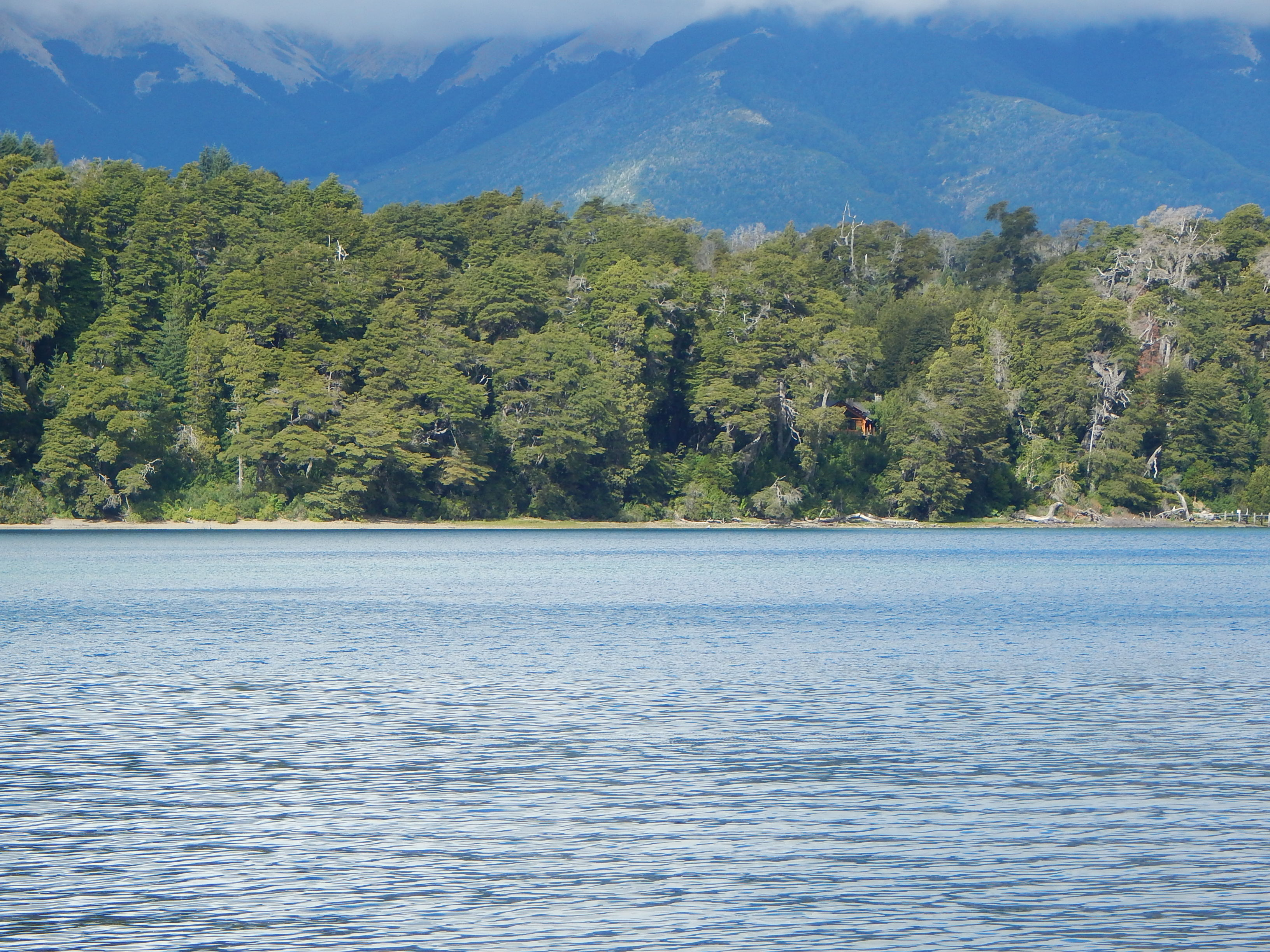
Formación de coihue en los faldeos.

Sobre la costa de Chile, desde el paralelo 39° (aproximadamente desde Toltén) al paralelo 43° (extremo sur de Chiloé) se desarrollan los bosques más densos y variados de la región, los cuales penetran hacia el este hasta ingresar en zonas de Argentina. En Chile destaca en la costa, en la Cordillera de la Costa, la Red de Parques Comunitarios Mapu Lahual; y en la Cordillera de los Andes, el parque nacional Puyehue. En Argentina, el bosque valdiviano se extiende en una franja algo angosta, especialmente dentro de los parques nacionales Nahuel Huapi, Lago Puelo y Los Alerces.
Al sur del paralelo 41° S, y merced al aumento de la humedad, la zona forestal autóctona tiene un incremento de especies que son características de la Selva Valdiviense. Selva fría poblada principalmente por Notofagáceas (que incluye al raulí, lenga, cohiue, ñire) , mirtáceas (arrayán, canelo) y distintas coníferas como ya (citado pehuén y lipain, el ciprés de las Guaitecas, el "alerce patagónico" (lahuán), y el huililahuán, en los valles más bajos de esta región (como los del lago Puelo, Cholila y Epuyén) la temperatura promedio anual es más elevada lo cual facilita la presencia del copihue, el notro y diversas especies arbustivas siemprevivas tales como el canelo, la zarzamora, el saúco, la frutilla, la zarzaparrilla etc.  
Se trata de comunidades muy complejas, con árboles altos, enredaderas, epífitas y sotobosque. La variedad vegetal es muy alta, destacándose el lahuán o alerce austral (Fitzroya cupressoides) y el ciprés de las Guaitecas (Pilgerodendron uviferum) entre las coníferas; y entre las especies dicotiledóneas, el ulmo (Eucryphia cordifolia), el olivillo o tique (Aextoxicon punctatum), el canelo (Drimys winteri) el avellano (Gevuina avellana), el tineo (Weinmannia trichosperma) y diversas mirtáceas, como por ejemplo la luma (Amomyrtus luma); en el sotobosque destacan el copihue (Lapageria rosea), una enredadera que es la flor nacional de Chile) y la murta (Ugni molinae), además de muchas epífitas y lianas.

## Bosque magallánico
Gradualmente, a medida que se "desciende" hacia el sur ( o lo que es lo mismo, se "sube" de latitud) la selva fría tiene reducida su variedad de especies arbóreas, por tal causa hacia el paralelo 45° S —y hasta el Cabo de Hornos— se extiende el bosque subpolar magallánico; en esta predominan por naturaleza las fagáceas australes, en especial la lenga seguida por el ñire y luego el coihue, destacando especies arbustivas como el mañiu y el calafate.
En las provincias argentinas de Santa Cruz y Tierra del Fuego, y en Chile al sur de la Península de Taitao, la variedad de especies del bosque se resiente de un clima más extremo, determinantemente frío y ventoso. Desaparece el coihue, reemplazado como dominante por la lenga y el guindo o coihue de Magallanes (Nothofagus betuloides); también desparecen la caña coligüe y el arrayán. La altura máxima de los bosques es más moderada, y el sotobosque se hace ralo y escaso.
Las zonas bajas e inundables desarrollan acumulaciones de musgos, que al no sufrir procesos de putrefacción devienen con el paso de los siglos en enormes turberas.
Sus costas marinas, especialmente las expuestas a los fortísimos vientos del oeste, no logran ser colonizadas por especies arbóreas, quedando como eriales o pastizales de aspecto estepario, a pesar de ser una de las zonas más húmedas del planeta.

## Fauna
El bosque andino patagónico tiene una fauna relativamente diferenciada de las regiones que la circundan, pero sumamente homogénea.
Entre los felinos, destaca el puma (Puma concolor), el gato montés (Oncifelis geoffroyi) y la huiña (Oncifelis guigna). Existen también dos especies de zorros, el gris o chilla (Pseudalopex griseus) y el colorado o culpeo (Pseudalopex culpaeus).
Los cérvidos están representados por el huemul (Hippocamelus bisulcus), animal nacional de Chile, y el pudú (Pudu puda), uno de los ciervos más pequeños del mundo. En los claros del bosque habita el guanaco (Lama guanicoe), un camélido.
Varias especies de ratones habitan el sotobosque, junto con el pequeño marsupial conocido como "monito del monte" (Dromiciops gliroides).
La población de aves no es especialmente rica; en la alta montaña, el cóndor (Vultur gryphus), la mayor ave voladora, comparte con varias especies de águilas, gavilanes y jotes (Coragyps atratus).
De las aves trepadoras, destacan el loro choroy (Enicognathus leptorhynchus) y el carpintero negro, (Campephilus magellanicus).
En los lagos y bañados abundan las bandurrias (Theristicus melanopis), las gaviotas y los cauquenes (Chloephaga sp.), variedades de gansos sudamericanos. Entre los patos, destaca el Pato de los torrentes, (Merganetta armata).
Estos bosques tienen una baja población de pájaros, entre los que destaca el sonoro canto del chucao (Scelorchilus rubecula). Otras especies son el fío-fío, (Elaenia albiceps), el diucón (Xolmis pyrope), picaflor rubí y el chirihue (Sicalis luteola).
Entre las especies introducidas por el hombre se destacan el ciervo colorado, el ciervo axis, el jabalí, la liebre, el conejo y — en Tierra del Fuego — el visón y el castor. Estas especies resultan especialmente dañinas como depredadoras o competidoras de las autóctonas; el caso del castor es espectacularmente grave, ya que sus conocidos diques destruyen la vegetación de los valles en proporciones alarmantes.